# Peter Härtling
Peter Härtling (Chemnitz, 13. studenoga 1933. – Rüsselsheim, 10. srpnja 2017.) je njemački književnik. Piše pjesme, romane i eseje. Prvu je zbirku stihova objavio 1953. godine. Pjesme mu je na hrvatski jezik prevela Nada Pomper. Objavljene su u hrvatskom kulturnom tjedniku Hrvatsko slovo.
Njemu u čast grad Weinheim ustanovio je 1984. nagradu za književnost za djecu i mladež Nagrada Peter Härtling (Peter-Härtling-Preis).